# Xã Long Lake, Michigan
Xã Long Lake (tiếng Anh: Long Lake Township) là một xã thuộc quận Grand Traverse, tiểu bang Michigan, Hoa Kỳ. Năm 2010, dân số của xã này là 8.662 người.